# Estádio Coloso del Ruca Quimey
O Coloso del Ruca Quimey é um estádio de futebol localizado na cidade argentina de Cutral Có, no departamento de Confluencia, pertencente à província de Neuquén. O estádio pertence ao Alianza de Cutral Có e foi inaugurado em 18 de março de 2015. Atualmente tem capacidade para 16.500 espectadores,[carece de fontes?] sendo um dos maiores estádios da Patagônia.
Em 2010, o palco neuquino teve a grande satisfação de receber a Seleção Argentina de Futebol, dirigida por Diego Armando Maradona, em um amistoso vencido pelos albicelestes por 4 a 0 ante o Haiti. A partir de 2017 tornou-se uma das sedes da Copa da Argentina de Futebol.